# Cérès (timbre français)
Pour les articles homonymes, voir Cérès et Cérès (timbre).
Cérès, divinité romaine de l'agriculture, a été choisie pour illustrer le premier timbre-poste d'usage courant français. Le dessin initial, la gravure, puis la réalisation du poinçon original est de Jacques-Jean Barre.
La dénomination officielle de ces timbres-poste est « République », « Cérès » est l'appellation utilisée par les philatélistes et les éditeurs de catalogues de cotations des timbres français. Le type Cérès fut ensuite repris plusieurs fois au cours de l'histoire postale française, par choix ou nécessité.
Une imitation de piètre qualité a servi sur les timbres locaux de la Province de Corrientes, en Argentine entre 1856 et 1880.

## France, 1849-1852,IIeRépublique

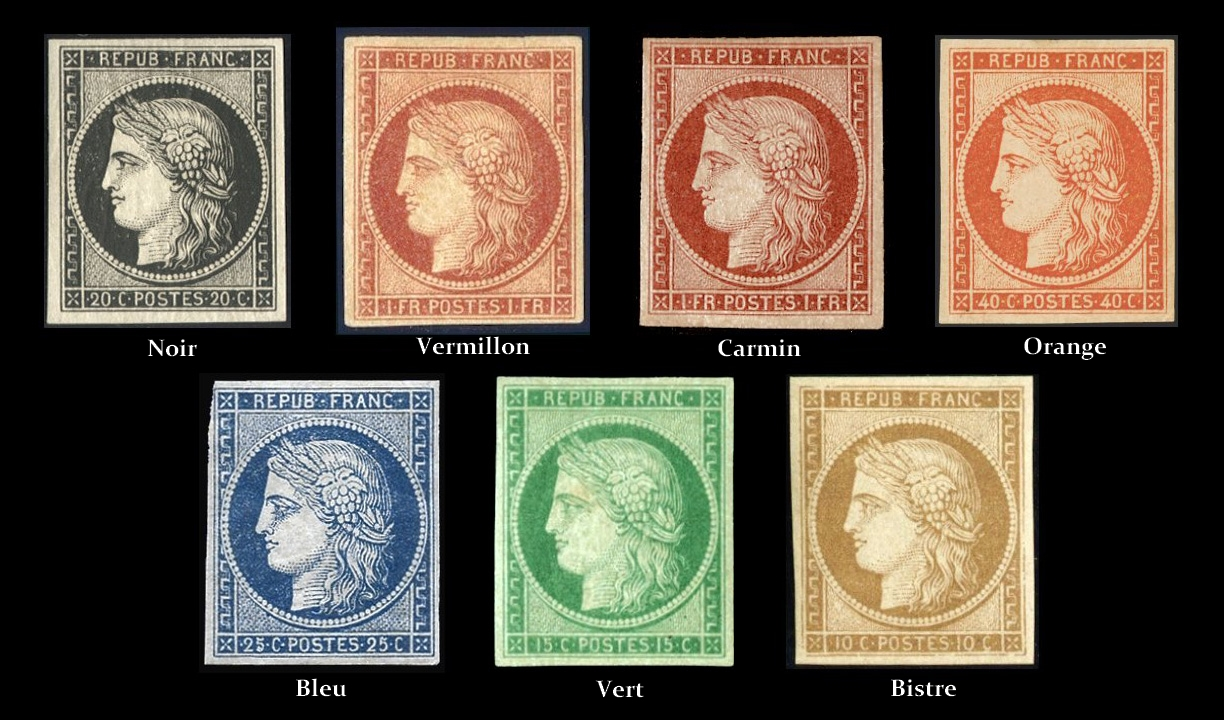
Les deux premières séries au type « Cérès », disposées dans l'ordre chronologique dans le sens de lecture, 1849-1850, IIe République.

Les premiers timbres-poste ont été émis en deux séries, la première série émise à partir de janvier 1849 comprend les trois valeurs faciales suivantes : 20 centimes noir, 40 centimes orange et 1 franc rouge. La seconde série émise en 1850 comprend, dans l'ordre d'émission les valeurs suivantes : 25 centimes bleu, puis 15 centimes vert et en dernier le 10 centimes bistre. Ils sont tous imprimés par galvanoplastie sous la direction de Anatole Hulot dans les locaux de la Monnaie de Paris.
Deux valeurs se distinguent pour les philatélistes :
- Le vingt centimes noir qui correspondait au tarif de la lettre, et premier timbre français disponible le 1er janvier 1849.
- Le un franc vermillon, plus grosse valeur faciale émise alors et qui connut plusieurs variations de couleurs.

Au type Cérès de la Seconde république ont succédé les timbres de type Prince-Président Louis-Napoléon après l'élection à la présidence de la République de Louis-Napoléon Bonaparte.

## France, 1870-1871,Gouvernement de la Défense nationale

### Émission dite du «siège de Paris»

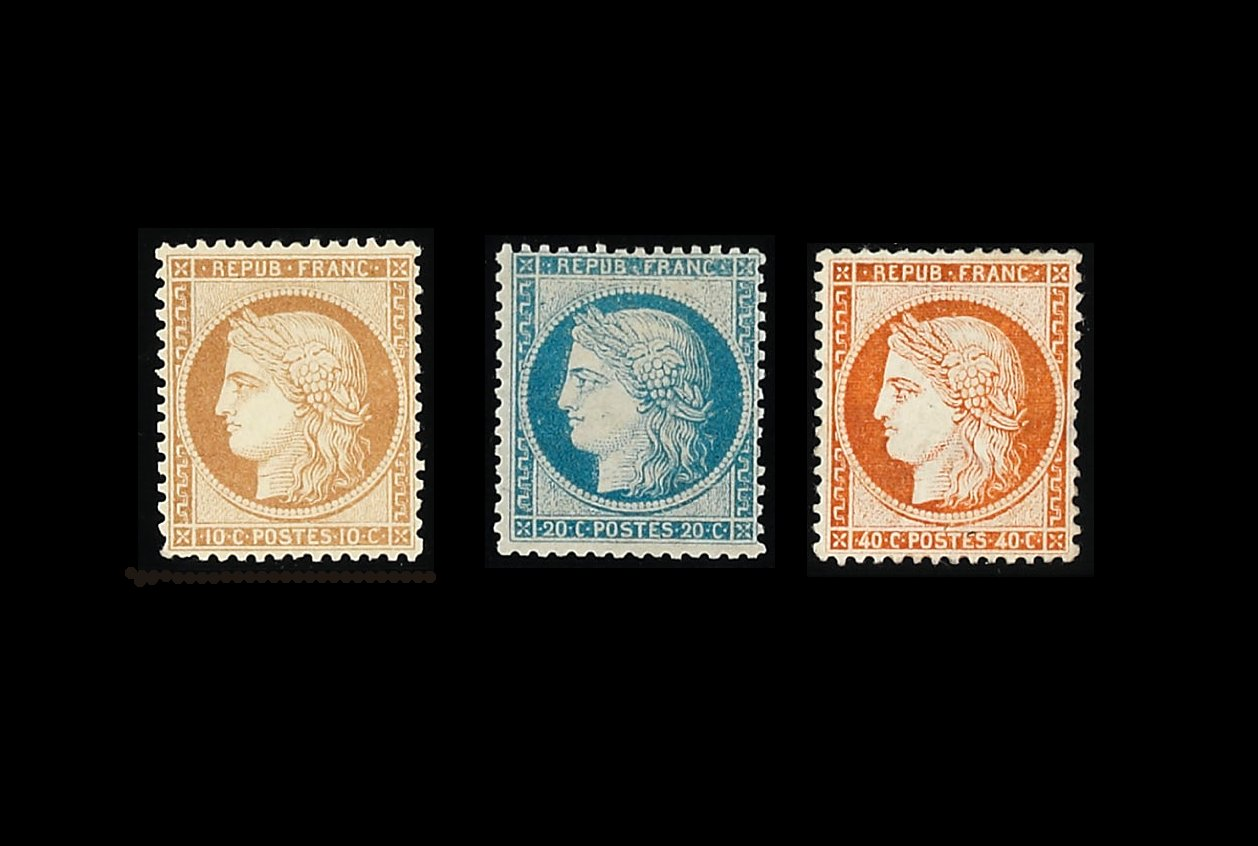
Émission dite du Siège de Paris, 1870-1871.

Dès la proclamation de la République le 4 septembre 1870, Anatole Hulot reçoit l'ordre de préparer des timbres à l'effigie de la République (au type « Cérès » de 1849), il réutilise les anciennes planches d'impression de 1849 et 1850 encore utilisables.
L'émission dite « du Siège de Paris » comprend trois valeurs dentelées : 10 centimes bistre, 20 centimes bleu et 40 centimes orange.
Ces timbres imprimés dans Paris assiégé et émis courant octobre 1870 dans la capitale ne seront disponibles sur l'ensemble du territoire qu'à la fin février 1871. Leur nom fait donc référence aux circonstances de leur apparition, mais ils ont continué à être imprimés et utilisés après le Siège (jusqu'en 1878 pour le 40 c. orange par exemple).
Cette période transitoire est marquée pour les Cérès par l'épisode des ballons montés du siège de Paris. Le passage du courrier entre la capitale assiégée et la province fut permis par des ballons gonflés au gaz de ville.
Pour le passage de la Province vers Paris, outre des nouvelles microfilmées transportées par pigeons, des lâchers de sphères dans la Seine dans la région de Bray-sur-Seine, Samois, Thomery après regroupement et conditionnement des lettres à Moulins (d'où le nom de « Boules de Moulins ») transportaient les lettres dans des coques étanches. Les plis transportés ainsi sont parmi les plus recherchés des collectionneurs français.

### Émission provisoire de Bordeaux

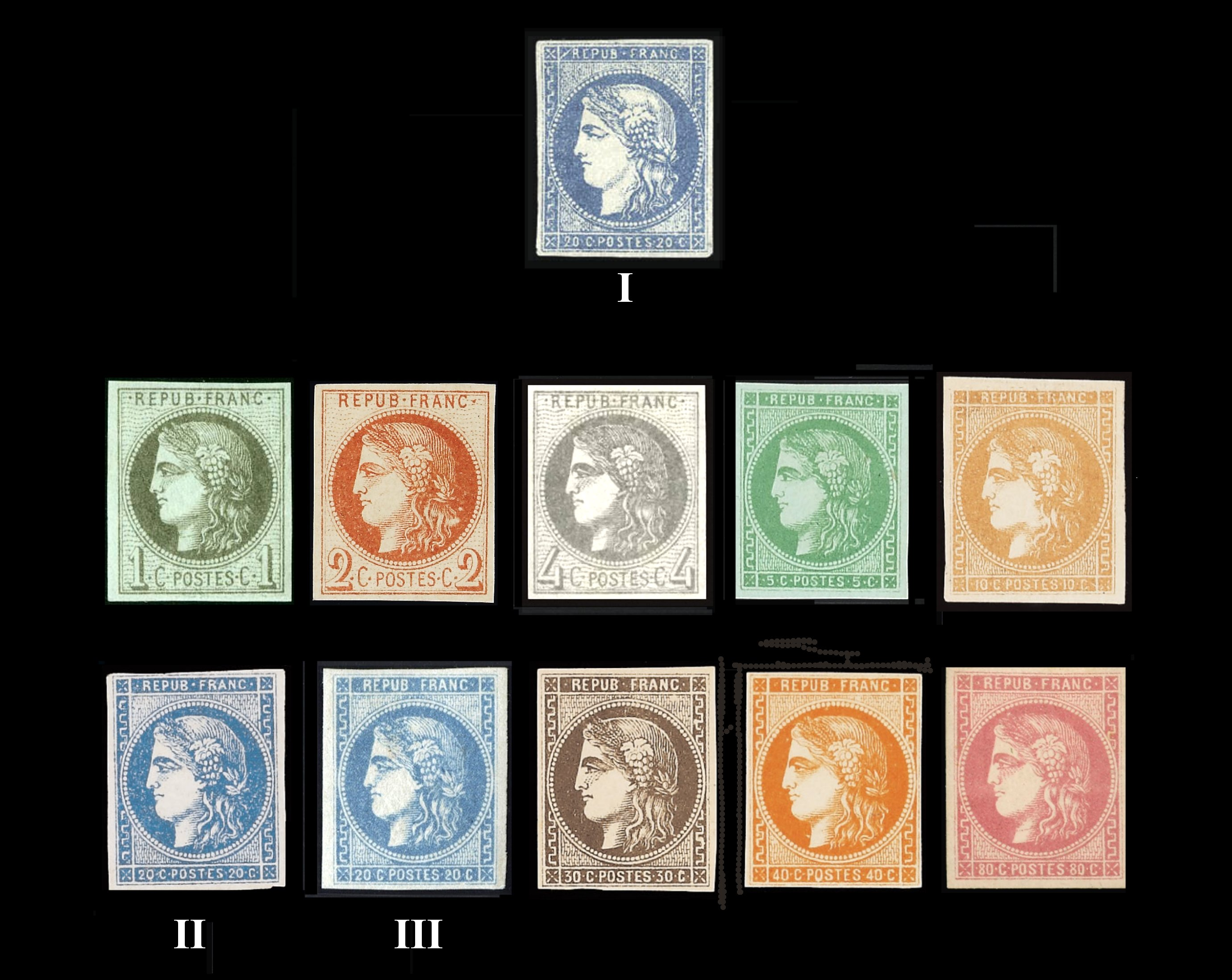
Cérès, émission provisoire de Bordeaux.

Pendant la Guerre franco-prussienne de 1870, après que les républicains ont aboli le Second Empire, ils doivent faire face à la pénurie de timbres-poste dans le territoire non envahi par les armées prussiennes, celui-ci étant coupé de Paris assiégé où sont les ateliers de fabrication des timbres-poste.
Entre le 5 novembre 1870 et le 4 mars 1871, le Gouvernement de la Défense nationale replié sur Bordeaux, émet des timbres provisoires au type Cérès. Ils sont imprimés en lithographie (au lieu de la typographie) par l'imprimeur Augée-Delile. Le premier dessin de report, est confié à Dambourgez, qui réalise un timbre à 20 centimes, imprimé en bleu. Mais la finesse du trait, qui s'altère trop vite pour les volumes de tirage attendus, oblige à reprendre l'ensemble et à confier la réalisation d'un second dessin à Léopold Yon, un graveur établi dans le bordelais. Ce dernier réalisera l'ensemble des autres valeurs de la série. Ces « Cérès de Bordeaux » se caractérisent par un grand nombre de variations d'un timbre à un autre, tantôt accidentelles, tantôt répétitives et résultant de la méthode d'impression utilisée.

## France, 1871-1876,IIIeRépublique

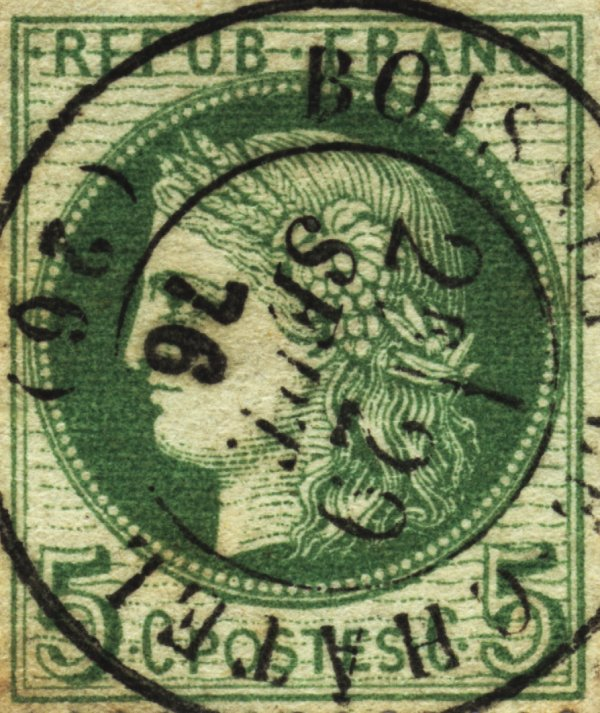
Cérès IIIe République.

De 1871 à 1875, les timbres d'usage courant restent au type Cérès en alliant le graphisme originel et ajoutant pour les petites valeurs celle créée à Bordeaux.
En 1876, ces timbres sont remplacés par le type Paix et Commerce, connu aussi sous le nom de type Sage.
De 1871 à 1877 (et auparavant, mais peu de temps, entre 1850 et 1851), les colonies françaises utilisent les timbres métropolitains au type Cérès non dentelés pour leurs services postaux en remplacement des timbres impériaux (au type Aigle).

## France, «entre-deux Guerres», 1937-1942

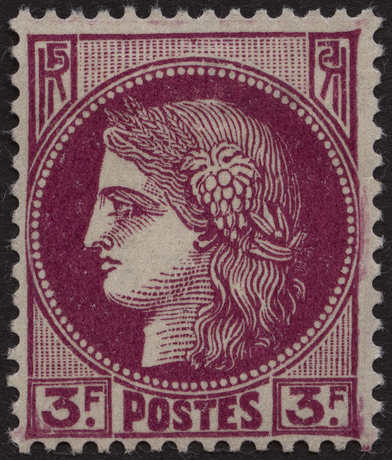
Cérès de 1938, 3 F.

Pour célébrer l'exposition philatélique de Paris de 1937 (PEXIP), un bloc-feuillet de quatre timbres fut émis. Chacune des quatre valeurs Cérès était imprimée en typographie et en deux couleurs.
L'année suivante, en 1938, le type Cérès de Jacques-Jean Barre redessiné servit à nouveau de timbre d'usage courant pour neuf valeurs faciales élevées (de 1,75 à 3 francs), simultanément aux types Mercure et ris. Ces timbres sont progressivement retirés de 1939 à 1942.

## La Libération, 1945-1947
Lors de la Libération de la France, plusieurs séries de timbres furent émises pour remplacer les timbres du régime de Vichy. Une d'entre elles était la Cérès de Mazelin. Charles Mazelin, son dessinateur, a repris le type Cérès.

## Depuis 1949, un timbre commémoratif
Au cours de la deuxième moitié du XXe siècle, le type Cérès sert à célébrer l'anniversaire du premier timbre postal français:
- En 1948, la Cérès apparaît sur un timbre de la Journée du timbre honorant Étienne Arago, directeur des postes en 1849.
- En 1949, une bande verticale de quatre timbres et une vignette fut imprimée : elle reprenait deux types Cérès et deux Marianne de Gandon.
- En 1949, pour l'exposition internationale de philatélie de Paris (CIPEX), une Cérès de 10 francs vermillon fut imprimée en taille douce au centre d'un large rectangle de papier blanc et en feuillet de dix timbres.
- En 1999, un carnet de cinq timbres fut émis à l'occasion du cent-cinquantenaire du premier timbre et de l'exposition philatélie de Paris (Philexfrance 1999). Il comprenait cinq Cérès sans faciale noire et une Cérès rouge dans un format rectangulaire timbre sur timbre.
- En 1999, un timbre émis pour Philexfrance portait le « 20 centimes noir » entouré d'un fond orange reprenant ce timbre et portant également un hologramme de la Cérès.

Actuellement, la Cérès apparaît sur le logo du service philatélique de La Poste française, ainsi que de l'éditeur philatélique et marchand de timbre parisien Cérès.

## Timbres au type Cérès hors de France

### Les timbres de la Province de Corrientes (Argentine)
La Cérès de Corrientes est une série de timbres-poste émise de 1856 à 1878 dans la province argentine de Corrientes et copiant de manière maladroite le dessin de Jean-Jacques Barre. Ces timbres sont démonétisés en 1880 lorsque les services postaux argentins sont nationalisés.

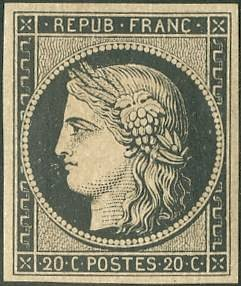
Vingt centimes noir (1849) de France.
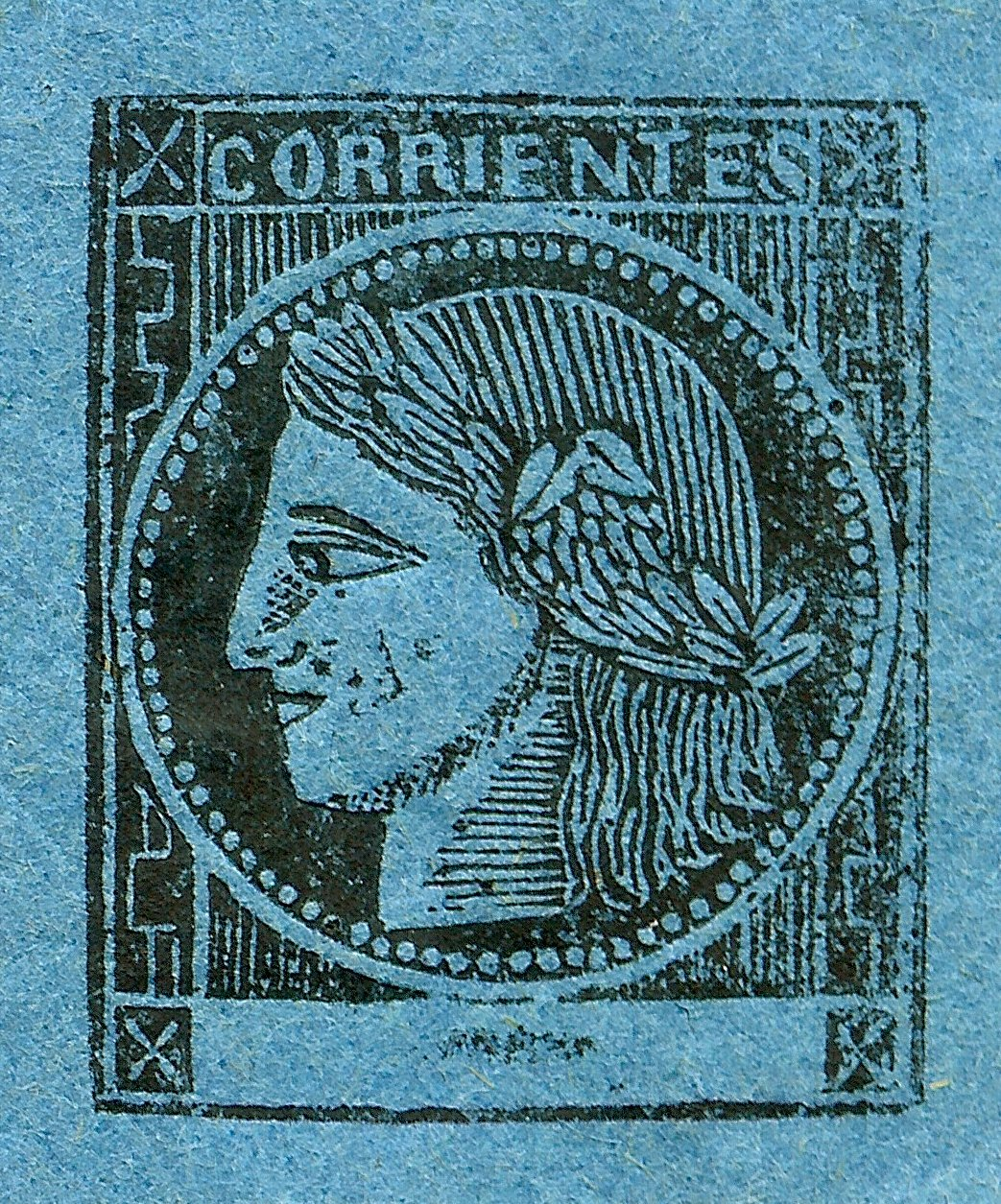
Timbre de la Province de Corrientes.